# Stadion Centralny w Pawłodarze
Stadion Centralny – wielofunkcyjny stadion w mieście Pawłodar, w Kazachstanie. Najczęściej używany jest jako stadion piłkarski, a swoje mecze rozgrywa na nim drużyna Irtysz Pawłodar. Stadion może pomieścić 15 tysięcy widzów.